# بوزان (آستراخان)
بوزان (به لاتین: Buzan) یک منطقهٔ مسکونی در روسیه است که در استان آستراخان واقع شده‌است.